# Волков, Григорий Иванович (правовед)
Григорий Иванович Волков (1890 или 1892, Александрия, Херсонская губерния, Российская империя — 8 февраля 1938 или 1939, Москва, СССР) — известный советский учёный-правовед, специалист в области уголовного-правовых наук.

## Биография
Григорий Волков родился в Александрии Херсонской губернии. Относительно его даты рождения однозначного мнения нет. В. Я. Таций, пишет о том, что Волков мог родиться как 1890 году, так и в 1892 году, а М. И. Бажанов указывает лишь 1892 год как дату рождения Волкова. Григорий получил высшее образование на юридическом факультете Императорского университета Святого Владимира, который окончил в 1919 году.
Окончив вуз некоторое время работал в органах юстиции и прокуратуры Харьковской губернии.
Однако уже в следующем году начал трудиться в новосозданном Харьковском институте народного хозяйства,

В 1936—1937 директор Всесоюзного института юридических наук.
В 1939 был репрессирован.